# 38th Parallel
38th Parallel foi uma banda cristã de rock e rap rock formada em Ames, Iowa. A banda tinha contrato com a gravadora Squint Entertainment.
Seu nome é devido ao do 38° paralelo norte, que se aproxima da Fronteira Coreia do Norte-Coreia do Sul. Seu primeiro álbum foi o Turn The Tides em 2002, com a música mais popular Horizon. Em 2005 38th Paralell lançou o segundo álbum intitulado 38th Parallel, só que independente.
O vocalista Nate Rippke criou uma banda paralela que se chama Sons of the Republic.

## Membros
Atuais
- Mark Jennings - vocal
- Nate Rippke - vocal
- Jason Munday - guitarra
- Jeff Barton - baixo
- Aaron Nordyke - bateria

Antigos
- Shane Moe - guitarra

## Discografia
- 2000 - Let Go - EP
- 2002 - Turn The Tides
- 2005 - 38th Parallel